# Isabelle Aubret
Isabelle Aubret (Rijsel, 27 juli 1938) is een Franse zangeres.

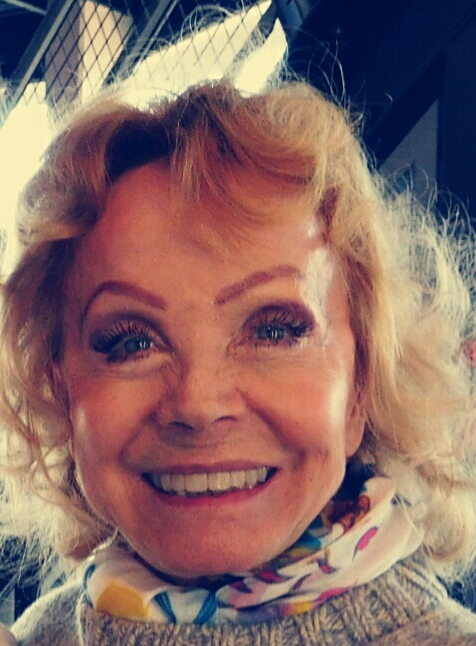
Isabelle Aubret

In 1961 werd ze 2de in de Franse preselectie voor het songfestival met Le gars de n'importe où.
In 1962 won ze met Un premier amour het Eurovisiesongfestival en gaf zo al een 3de songfestivalzege aan Frankrijk in deze prille wedstrijd. Haar lied groeide niet echt uit tot een evergreen zoals Zwei kleine Italiener dat 6de werd dat jaar.
In 1968 deed ze opnieuw mee en werd ze 3de met La source, dat wel veel bekendheid genoot daarna.